# 28 septembre dans les chemins de fer
28 août 28 octobre
Chronologies thématiques
- Croisades
- Sports
- Disney

Cette page concerne les événements qui se sont déroulés un 28 septembre dans les chemins de fer.

## Événements

### XIXesiècle
- 1825 : en Angleterre, création de la première ligne ferroviaire ouverte au public reliant Stockton à Darlington
- 1841 : en Belgique, ouverture du raccordement de Bruxelles à l'Excentrique, partie du chemin de fer de Bruxelles à Anvers et raccordements (administration des chemins de fer de l'état)
- 1891 : en France, ouverture de la ligne Carhaix - Morlaix sur le Réseau breton.

### XXesiècle
- 1946 : en France, dans les Hautes-Alpes, l’autorail XDC 2009, assurant le trajet Veynes – Briançon, fait une collision frontale (nez à nez) avec le train MV 9724 Briançon – Veynes, tracté par une locomotive à vapeur 242 DT. Le bilan est de 9 morts, 12 blessés graves et 20 blessés légers. Le mécanicien de l’autorail avait interprété un signal de manœuvre pour un signal de départ et était parti prématurément de Veynes sans attendre l’arrivée du train en sens inverse.
- 1992 : en Suisse, par référendum, les Suisses adoptent le projet de construction de Nouvelles lignes ferroviaires à travers les Alpes (NLFA).